# Francesco da Urbino

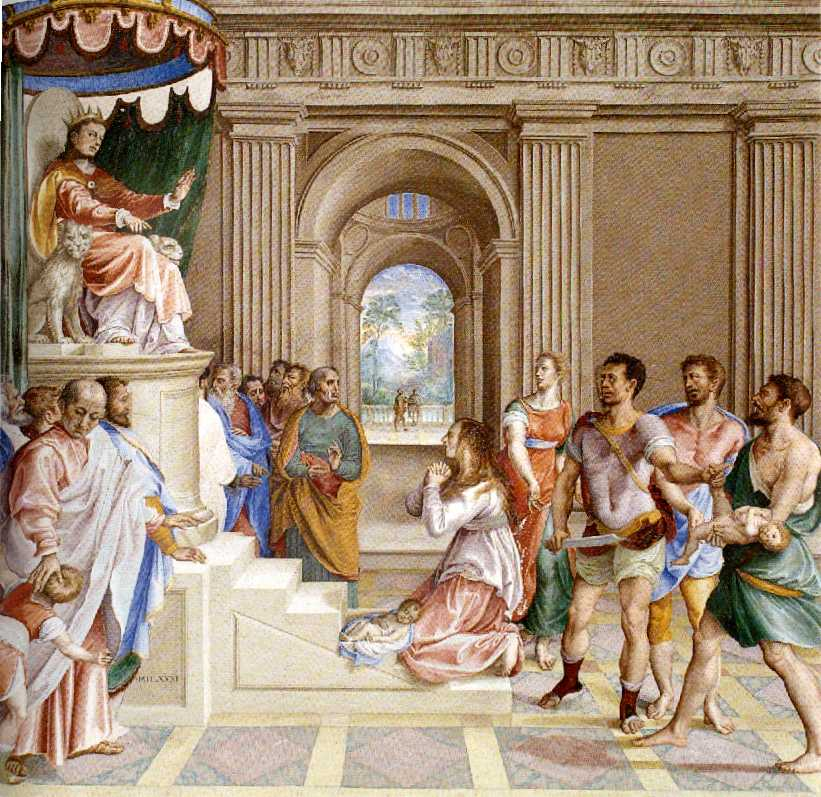
Le Jugement de Salomon, 1581.

Francesco da Urbino  (Urbino, 1545 - Madrid,1582) est un peintre qui a été actif à Urbino dans la région italienne actuelle des Marches,au XVIe siècle.

## Biographie
Francesco est né à Urbino en 1545. Il était spécialisé dans la peinture de thèmes religieux et mourut à Madrid le 30 décembre 1582. Une de ses œuvres est conservée à l'Art Institute of Chicago.
En 1569 avec Giovanni Battista Castello  il travailla à l'Escurial et à l'Alcazar royal de Madrid au service du roi Philippe II d'Espagne.

## Œuvres
- Le Jugement de Salomon, 1581, Escurial, Espagne.
- Putto volant, Art Institute of Chicago.